# Rödnäbbad blåkråka
Rödnäbbad blåkråka (Eurystomus orientalis) är en fågel i familjen blåkråkor inom ordningen praktfåglar med vid utbredning från Himalaya till östra Australien.

## Utseende och läte
Rödnäbbad blåkråka är en mörkgrön, 31 cm lång fågel med kraftig röd näbb. På håll ser den svart ut, men vid närmare granskning syns blått på strupe och vingar samt i flykten en silverblå fläck på handpennorna. Ben och ögonring är också röda. Den är mestadels tystlåten, men upprepar ibland ett kort, hest och raspigt "drak drak".

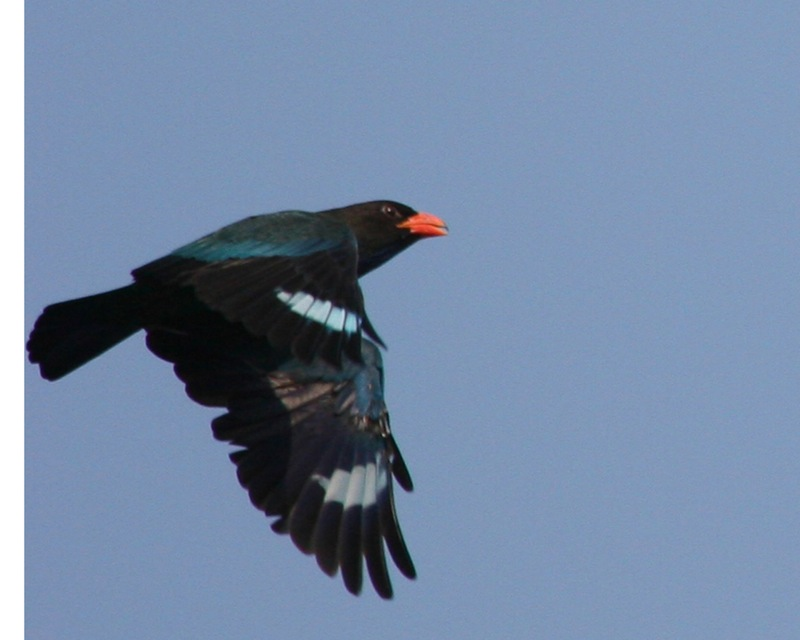
I flykten syns den ljusblå vingfläcken tydligt.

## Utbredning och systematik
Rödnäbbad blåkråka har en mycket vid utbredning från Indien österut till Korea och söderut till Australien. Den delas in i elva underarter med följande utbredning:
- Eurystomus orientalis abundus – häckar från Himalaya till Kina, Manchuriet och Korea; övervintrar i Indonesien
- Eurystomus orientalis orientalis - häckar från södra Himalaya österut till Ryukyuöarna och Filippinerna och söderut till Stora Sundaöarna; övervintrar till sydöstra Indien, Filippinerna, Sulawesi och Halmahera
- Eurystomus orientalis gigas – södra Andamanerna
- Eurystomus orientalis oberholseri – ön Simeulue utanför Sumatra
- Eurystomus orientalis latouchei – nordöstra Kina
- Eurystomus orientalis waigiouensis – Nya Guinea, västpapuanska öarna, D’Entrecasteaux-öarna och Louisiadeöarna
- Eurystomus orientalis pacificus – norra och östra Australien; övervintrar på Nya Guinea, södra Moluckerna och näraliggande öar
- Eurystomus orientalis crassirostris – Bismarckarkipelagen
- Eurystomus orientalis solomonensis – Feniöarna  och Salomonöarna

Tillfälligt har den påträffats i Nya Zeeland och Pakistan.

## Levnadssätt
Fågeln förekommer i skogsbryn och gläntor samt tilliggande jordbruksmark. Den ses ofta sitta högt uppe på en bar trädgren, varifrån den gör utfall för att fånga stora flygande insekter. Den är en social fågel som är särskilt aktiv vid skymningen och ses då jaga i grupp. Den häckar i ett trädhål, i juni i norra delen av utbredningsområdet, maj-juni i Japan, mars-maj i Indien och Myanmar och på Sumatra januari-april. Arten är flyttfågel i norr, stannfågel i söder.

## Status och hot
Arten har ett stort utbredningsområde och en stor population, men tros minska i antal till följd av habitatförstörelse, dock inte tillräckligt kraftigt för att den ska betraktas som hotad. Internationella naturvårdsunionen IUCN kategoriserar därför arten som livskraftig (LC).